# Javiera Díaz de Valdés
Javiera Díaz de Valdés Alemparte (née le 30 juin 1981 à Santiago) est une actrice chilienne.

## Filmographie
- 2010 : Primera dama (série TV) : Luciana Cuadra
- 2014 : Chipe libre (telenovela) : Isabel Urrejola